# Divino das Laranjeiras
Divino das Laranjeiras is een gemeente in de Braziliaanse deelstaat Minas Gerais. De gemeente telt 5.092 inwoners (schatting 2009).